# Yogi Bear: Cartoon Capers
Yogi Bear: Cartoon Capers (Adventures of Yogi Bear in Nord America e Yogi Bear in Giappone) è un videogioco multi-piattaforma distribuito dalla Cybersoft il primo ottobre 1994 in Nord America e successivamente in Europa e Giappone. Puzzole e manguste intralciano l'orso Yoghi durante la sua avventura in questo videogioco a piattaforme.